# ПівденНДІдіпрогаз
ВАТ «ПівденНДІдіпрогаз» (рос. ОАО «ЮжНИИгипрогаз») — проектно-дослідницький інститут, що здійснює повний комплекс робіт із проектування та реконструювання об'єктів газової промисловості в галузі видобутку, зберігання, переробки, магістрального транспорту й розподілу природного газу та його компонентів в Україні, Росії та інших країнах.
Розташований у Донецьку. Організований у грудні 1933 р. Спочатку розробляв проекти газифікації населених пунктів і промислових об'єктів Донбасу та інших регіонів колишнього СРСР природним газом. У 60-90 р. XX сторіччя, у період бурхливого розвитку газової галузі СРСР, перетворився у один із провідних проектно-дослідницьких інститутів.